# Zhenjiang (Shaoguan)
Zhenjiang léase Zhen-Chiáng (en chino simplificado, 浈江区; pinyin, Zhēnjiāng qū)  es un distrito urbano bajo la administración directa de la ciudad-prefectura de Shaoguan. Se ubica al este de la provincia de Cantón, en el sur de la República Popular China. Su área es de 572 km² y su población total para 2018 fue más de 400 mil habitantes.

## Administración
El distrito de Zhenjiang se divide en 8 pueblos que se administran en 3 subdistritos y 5 poblados.